# Gesundes Volksempfinden
Gesundes Volksempfinden eller "det sunda allmänna rättsmedvetandet" var en princip i Nazityskland som gick ut på att domare i sin dom skulle göra analogislut även i brottmål baserat på nazistiska skrifter, Führerns tal och det allmänna sunda rättsmedvetandet. Detta är i direkt motsatt till legalitetsprincipen.
Uttrycket myntades redan i det tyska kejsardömet och användes i nationellt konservativa krtsar och inom Völkische Bewegung för att markera mot bland annat modern konst och litteratur, homosexualitet, förbud mot dödsstraff samt andra fenomen som ansågs stöta mot en "folklig", traditionell uppfattning om rätt och fel.